# Heteropelma babai
Heteropelma babai är en stekelart som beskrevs av Kusigemati 1988. Heteropelma babai ingår i släktet Heteropelma och familjen brokparasitsteklar. Inga underarter finns listade i Catalogue of Life.